# Pirtó
Pirtó is een plaats (község) en gemeente in het Hongaarse comitaat Bács-Kiskun. Pirtó telt 992 inwoners (2002).